# Кабельне судно

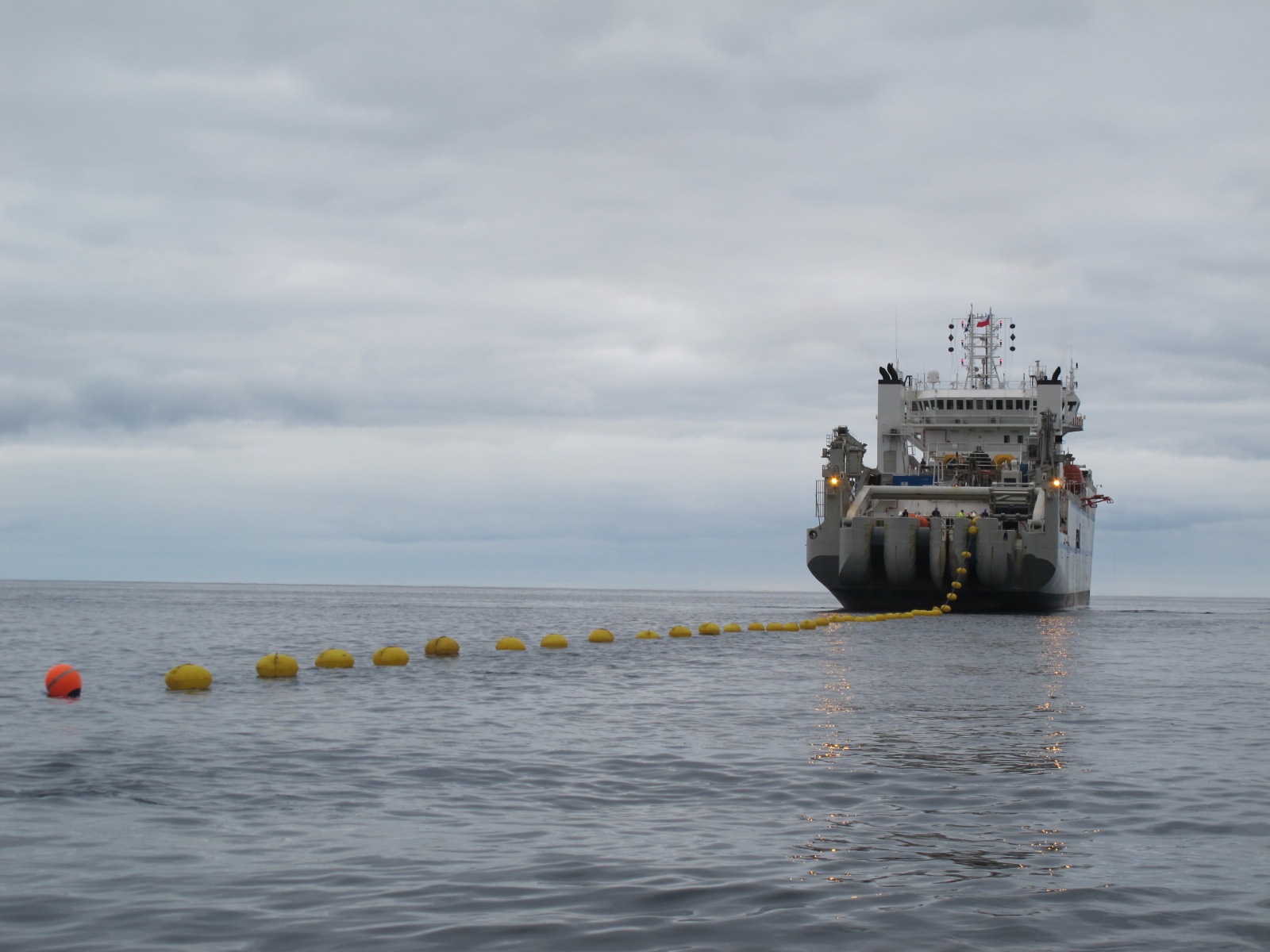
Установка перших метрів підводного кабелю

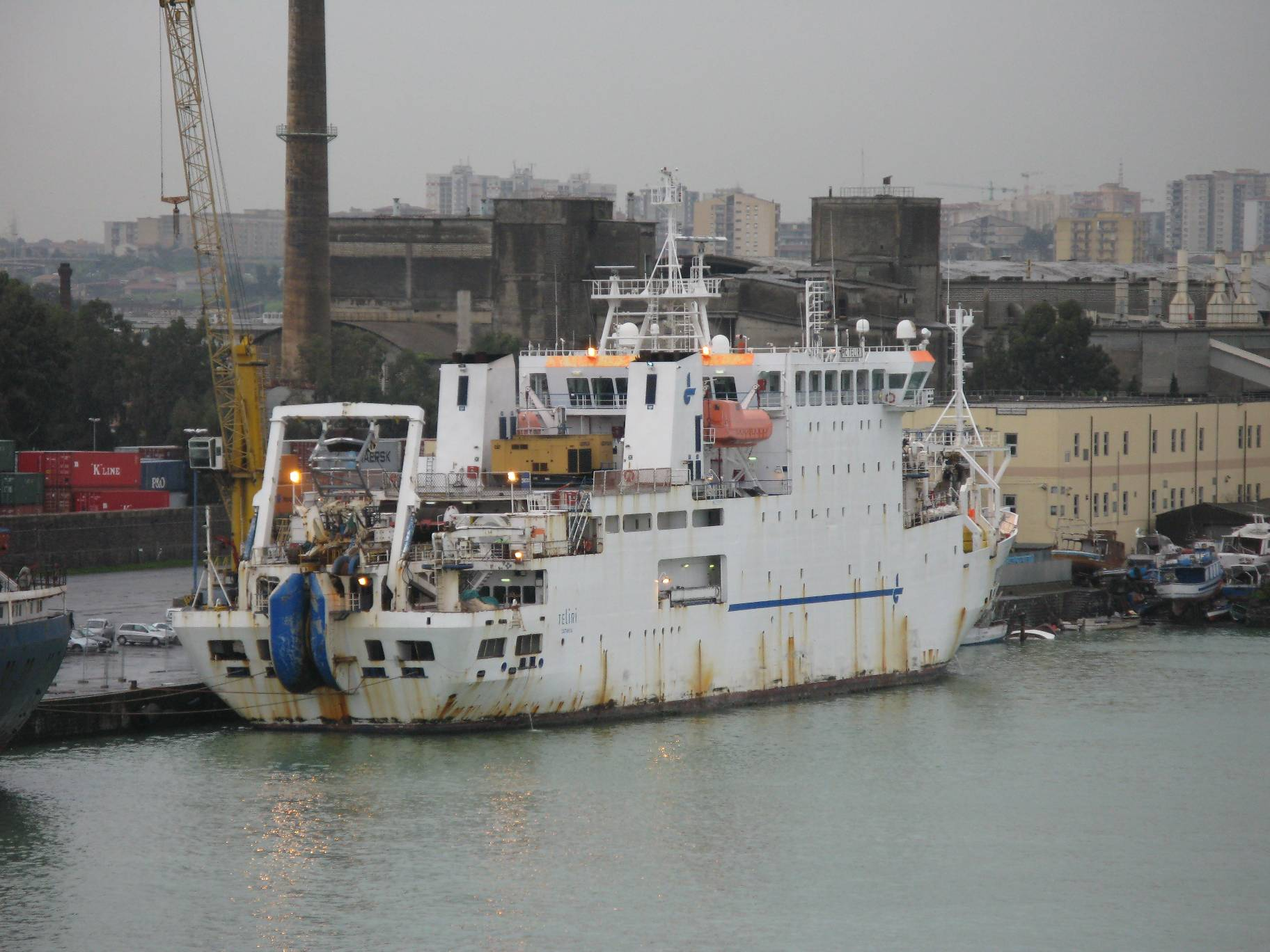
Кабельне судно на рейді в Катанії

Кабельне судно — судно технічного флоту для прокладання, обслуговування і ремонту кабельних ліній зв'язку та електропередачі у відкритому морі.

## Опис
Перші підводні лінії зв'язку прокладалися з використанням звичайних буксирів, пасажирських суден або переобладнаних для цієї мети плавзасобів. На цей час такі технічні засоби все ще використовуються для прокладки кабельних ліній у внутрішніх водоймах.
Спеціалізовані кабельні судна з'явилися в кінці XIX століття. Типові судна мають дві-три палуби, бак і іноді ют. Машинне відділення розташовується в середній частині корпусу і кілька зміщено до корми. Палуба обладнується наскрізними проходами від носа до корми для проводки кабелю. Часто кабельні судна оснащуються водолазними станціями, системами підводного телеспостереження, пристроями для підйому і зрощування кабелів, приладами для контролю їх електричних параметрів, буями та іншим обладнанням. Для цього носова частина зазвичай має характерну форму з видатним вперед краном і великогабаритними шківами для подачі кабелю в воду. Аналогічні шківи монтуються і у кормі. Для спуску і підйому кабелю використовуються кабельні машини вантажопідйомністю до 30 тонн, які дозволяють вести роботи по прокладці на ходу без зупинки судна. Для цього часто застосовують кабельні машини гусеничного типу. На кожному судні зазвичай їх встановлють відразу декілька: в носовій частині монтується одна-дві машини лебідкового типу, а в кормі — обладнання для безперервного прокладання кабельної лінії.
Як правило, в підпалубних приміщеннях кабельних суден облаштовуються циліндричні ємності — тенкси, призначені для зберігання кабелю. Кабель у них укладається по колу, а його кінці виводяться назовні через кришку тенкса і можуть бути використані для з'єднання або підключення підсилювальної апаратури. Самі тенкси водонепроникні і можуть заповнюватися забортною водою для перевірки кабелів.
Сучасні кабельні судна мають водотоннажність в середньому від 2 до 10 тисяч тонн і здатні приймати на борт від декількох сотень до декількох тисяч кілометрів кабелю; на найбільших океанських кабелеукладальних суднових комплексах запас довжини кабелю досягає 8 000 км, а їх водотоннажність — 20 тисяч тонн. Швидкість ходу при прокладанні кабельної лінії становить до 8 вузлів, повна швидкість ходу — близько 15 вузлів.